# وگیریا
وگیریا (به لاتین: Wegiriya) یک منطقهٔ مسکونی در سری‌لانکا است که در استان مرکزی (سری‌لانکا) واقع شده‌است.